# Зангезурський коридор

З моменту закінчення Другої Нагірно-Карабахської війни Азербайджан і Туреччина просувають концепцію «Зангезурського коридору», який, якщо буде реалізований, з’єднає Азербайджан з Нахічеванем і Туреччину з рештою тюркського світу через вірменську провінцію Сюнік

Зангезурський коридор (вірм. Զանգեզուրի միջանցք, трансліт. Zangezuri mijantsk; азерб. Zəngəzur dəhlizi) — концепція транспортного коридору, що у разі реалізації дасть Азербайджану безперешкодний доступ до Нахічеванської Автономної Республіки без Вірменських контрольно-пропускних пунктів через провінцію Сюнік у Вірменії та в широкому сенсі для геополітичного коридору, який би з'єднав Туреччину з рештою тюркського світу тим самим «об'єднуючи його».
Цю концепцію все активніше пропагували Азербайджан і Туреччина після закінчення Другої карабаської війни, тоді як Вірменія постійно заперечувала проти нього, стверджуючи, що «логіка коридору» відхиляється від заяви про припинення вогню, підписаної тристоронньо на закінчення цієї війни, і що це форма пропаганди.
Термінологія, потенційні маршрути та види транспортного сполучення з того часу були предметами розбіжностей між Азербайджаном і Вірменією, які все ще підтримують взаємну блокаду з 1989 року. 
Азербайджан ініціював будівельні проєкти на своїй території, представляючи їх як частину реалізацію так званого «Зангезурського коридору» і пригрозив, що якщо Вірменія не захоче запровадження коридору, Азербайджан «вирішить це силою».
Під час тристоронніх переговорів 2021 року Вірменія висловила готовність брати участь у відбудові залізничних сполучень радянських часів, які історично з’єднували Азербайджан і Нахічевань, що Азербайджан розцінив як згоду Вірменії на «Зангезурський коридор». Згідно з думкою Росії, ідеться про розблокування регіональних комунікацій, а не про створення «коридору».

## Історичний контекст

### Розпад Російської імперії
Зангезур — назва району, створеного Російською імперією в 1868 році у складі Єлизаветпольського намісництва, яке охоплювало територію, що включала сучасну південну частину Вірменії. Сюнік, вірменська назва, є давнішим терміном, що сягає давнини. Район Сюніка/Зангезуру був предметом суперечки між першими республіками Вірменії та Азербайджану в 1918 — 1920 роках, після розпаду Російської імперії. У січні 1919 року Велика Британія схвалила юрисдикцію Азербайджану над цією територією, але вірменський опір пережив військовий тиск, поки обидві республіки не були інтегровані до Радянського Союзу.

### Радянський період і нагірнокарабаський конфлікт

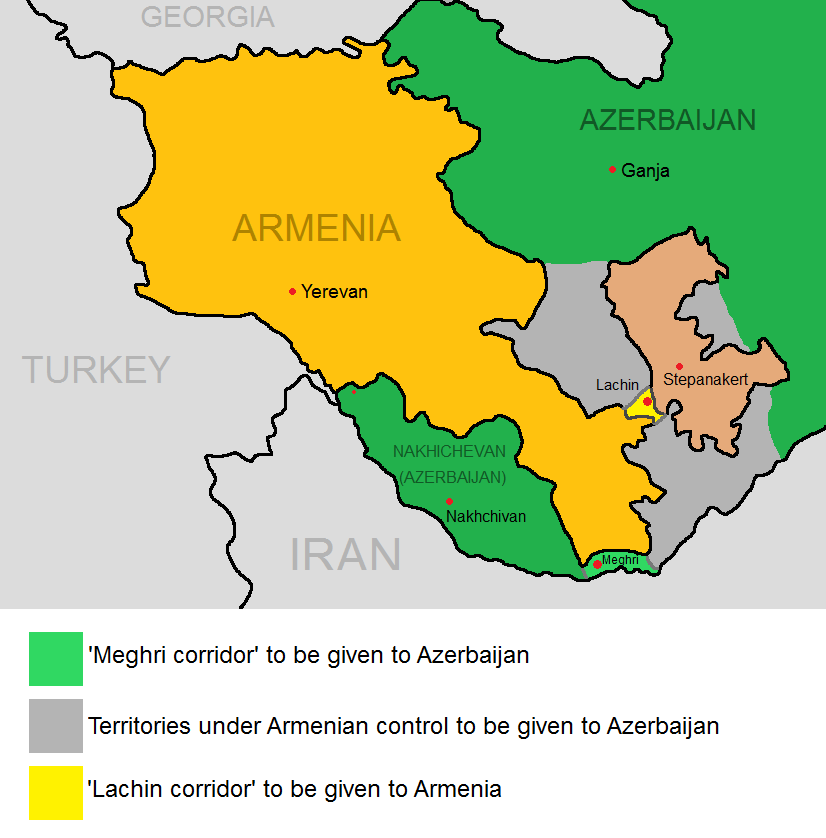
Карта пропозиції територіального обміну, зробленої Азербайджаном Вірменії у 2002 році. Світло-зеленим кольором у нижній частині вірменської провінції Сюнік зображено запропонований «Мегрійський коридор», який мав з’єднати материковий Азербайджан з Нахічеванню.

У радянські часи Нахічеванську АРСР з основною територією Азербайджанської РСР зв'язували дві залізничні лінії. Коротша лінія, яка проходила через область Сюнік (найпівденніша провінція Вірменії), була побудована раніше, в 1941 році, тоді як лінія Єреван - Іджеван - Ґазах далі на північ, була побудована в 1980-х роках як альтернативний маршрут, що сполучає Єреван з Баку і Росію. Обидві лінії були залишені з 1992 року через карабахський конфлікт.
З 1989 року Азербайджан заблокував постачання матеріалів як до Вірменії, так і до Карабаху, протистоявши блокаді Вірменією Нахічевані. Нахічевань значно постраждав від економічної блокади з боку Вірменії, як і Вірменія, що не має виходу до моря, постраждала від економічної блокади, запровадженої Азербайджаном та його союзником Туреччиною. Повітряне та наземне сполучення між Азербайджаном і Нахічеванською Автономною Республікою довелося здійснювати через територію Туреччини чи Ірану.
В 1992 році Туреччина відстоювала «концепцію подвійного коридору», яку вперше представив Пол А. Гобл, який запропонував територіальний обмін між Вірменією та Азербайджаном. Згідно з пропозицією, Азербайджан відмовиться від Нагірного Карабаху, який буде пов’язаний з Вірменією. В обмін на це Вірменія передасть Азербайджану південний Зангезурський коридор, який з’єднує Нахічевань з Азербайджаном.
У 2001 і 2002 роках Азербайджан і Вірменія обговорювали угоду про мирну пропозицію «обміну територіями», згідно з якою Азербайджан поступався суверенітетом над Нагірним Карабахом (включно з Лачинським коридором, що сполучав південну Вірменію з Арцахом і де-факто перебував під контролем Армії оборони Арцаху, але де-юре в Азербайджані на той момент) до Вірменії в обмін на те, що Вірменія поступиться Азербайджану суверенітетом над Мегрійським коридором. Однак опір територіальному обміну в обох державах був сильним, і тому план не спрацював.

## Угода про припинення вогню 2020 року
Відновлення транспортного сполучення було передбачено статтею 9 угоди про припинення вогню, підписаної 9 листопада 2020 року після закінчення Другої карабаської війни, яка зазначала:
У регіоні мають бути розблоковані всі економічні та транспортні сполучення.
Республіка Вірменія гарантує безпеку транспортного сполучення між західними районами Азербайджанської Республіки та Нахічеванською Автономною Республікою з метою організації безперешкодного руху людей, транспортних засобів і вантажів в обох напрямках. Контроль за транспортним сполученням покладається на Прикордонну службу ФСБ Росії.
У грудні 2020 року Росія заявила про своє бажання з’єднати Нахічевань з рештою Азербайджану за допомогою залізничного сполучення, яке проходило б через Вірменію. Азербайджан, Вірменія та Росія створили тристоронню робочу групу для розблокування комунікацій у регіоні. Міністр закордонних справ Росії Сергій Лавров заявив, що діяльність цієї групи слугуватиме здійсненню заходів зміцнення довіри та розв'язання гуманітарних проблем, а інтереси Туреччини та Ірану враховуються під час тристоронніх консультацій. 

31 грудня 2020 року президент Азербайджану Ільхам Алієв оголосив про плани побудувати залізничну лінію від Горадіза до Зангелана, звідки використовуватимуться вантажівки для перевезення товарів до Нахічевані та Туреччини, припускаючи потенційне майбутнє транспортне сполучення між Зангеланом і Нахічеванем через Сюнік.
За словами Алієва, «коридор» міг би згодом стати частиною Міжнародного транспортного коридору «Північ-Південь», який з’єднає Іран з Росією через Азербайджан і Вірменію, тоді як Вірменія отримає залізничне сполучення з Росією, Іраном і, можливо, з Туреччиною.
14 січня 2022 року прем'єр-міністр Нікол Пашинян створив робочу групу з реконструкції дистанцій Вірменської залізниці Єрасх — кордон з Нахічеванню та Мегрі. Керівником робочої групи призначено радника прем'єр-міністра Арташеса Туманяна.